# Bryophilinae
Bryophilinae là một phân họ bướm đêm thuộc họ Noctuidae, chỉ bao gồm 1 chi Cryphia.